# Limbi valyriene
Limbile valyriene (în valyriana înaltă valyrio udrir; AFI [valy'rio 'udrir]) sunt o familie de limbi fictive create de David J. Peterson din seria de romane fantastice Cântec de gheață și foc de George R. R. Martin, precum și din adaptarea lor televizată Urzeala tronurilor și ulterior Casa Dragonului.
În romane, valyriana înaltă și limbile sale descendente sunt adesea menționate, dar nu sunt dezvoltate mai mult de câteva cuvinte. Pentru serialul TV, creatorul limbii David J. Peterson a creat limba valyriană înaltă, precum și limbile derivate valyriană astapori și valyriană meereeneză, bazate pe fragmente din romane. Valyriana și dothraki au fost descrise drept „cele mai convingătoare limbi fictive de la elfească”.

## Creare

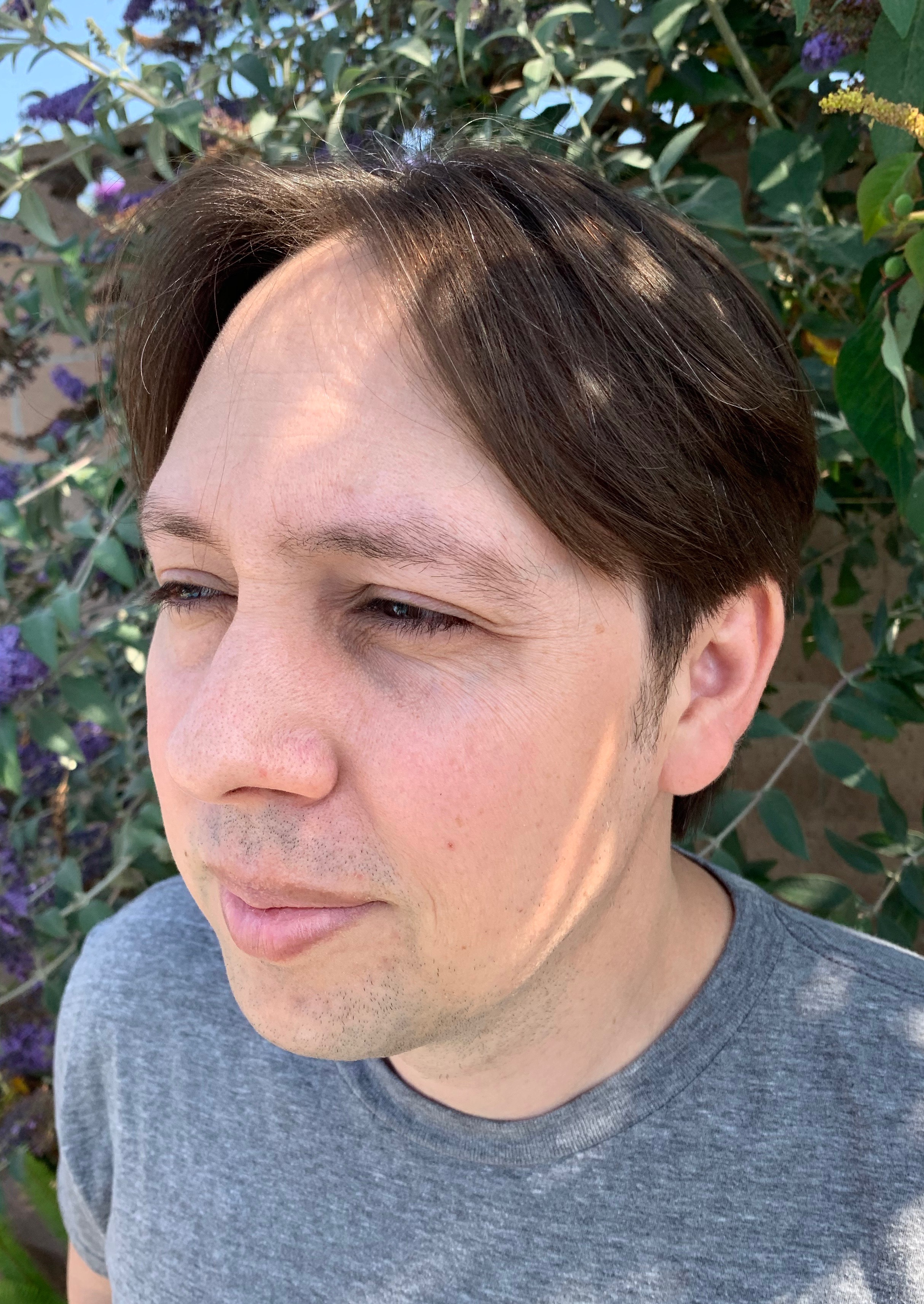
David J. Peterson, creatorul limbilor valyriene pentru Urzeala tronurilor.

Pentru a crea dothraki și limbile valyriene care vor fi vorbite în Urzeala tronurilor, HBO l-a selectat pe creatorul de limbi David J. Peterson prin intermediul unui concurs între conlangeri. Producătorii i-au dat lui Peterson frău liber în dezvoltarea limbilor, deoarece, potrivit lui Peterson, George R. R. Martin însuși nu era foarte interesat de aspectul lingvistic al operelor sale. Romanele deja publicate includ doar câteva cuvinte din valyriană înaltă, și anume valar morghulis („toți oamenii trebuie să moară”), valar dohaeris („toți oamenii trebuie să servească”) și dracarys („foc de dragon”). Pentru viitorul roman The Winds of Winter, Peterson i-a furnizat lui Martin traduceri valyriene suplimentare.
Peterson a comentat că a considerat alegerea lui Martin pentru dracarys nefericită din cauza asemănării sale (probabil intenționate) cu cuvântul latin pentru dragon, draco. Deoarece latina nu există în lumea fictivă din Cântec de gheață și foc, Peterson a ales să trateze asemănarea ca fiind o coincidență și a făcut din dracarys un lexem independent; termenul său în valyriană pentru dragon este zaldrīzes. Expresiile valar morghulis și valar dohaeris, pe de altă parte, au devenit baza sistemului de conjugare al limbii. Un alt cuvânt, trēsy, care înseamnă „fiu”, a fost inventat în onoarea celui de-al 3000-lea urmăritor al lui Peterson pe Twitter.
La începutul lunii iunie 2013, existau 667 de cuvinte valyriene.
Peterson a extins limbile pentru serialul succesor Casa dragonului.

### Documentație
Din 2019, Peterson a început să documenteze limbile valyriene (împreună cu celelalte limbi artificiale ale sale) într-o bază de date de tip Wikționar pe site-ul The Languages of David J. Peterson (în română, „Limbile lui David J. Peterson”), cu ajutorul curatorilor.

## Valyriană înaltă
„Nu mă pot confrunta singură cu Verzii. Lasă-ne să ne legăm sângele, așa cum Aegon Cuceritorul a făcut-o cu surorile sale. Cu tine ca soț și prinț consort, orice îndoială legată de pretențiile mele va fi redusă la tăcere. Pentru totdeauna. Velaryonii sunt din mare. Dar tu și cu mine suntem făcuți din foc. Întotdeauna am fost meniți să ardem împreună.”
În lumea din A Song of Ice and Fire, valyriana înaltă ocupă o nișă culturală similară cu cea a latinei clasice din Europa medievală. Romanele o descriu ca nefiind folosită ca limbă de comunicare zilnică, ci mai degrabă ca limbă de învățare și educație pentru erudiți și în rândul nobilimii din Essos și Westeros, cu multă literatură și cântece compuse în valyriană.
|                    | Labial        | Labial        | Alveolar | Alveolar | Palatal              | Palatal              | Velar   | Velar          | Uvular         | Uvular         | Glottal | Glottal |
| ------------------ | ------------- | ------------- | -------- | -------- | -------------------- | -------------------- | ------- | -------------- | -------------- | -------------- | ------- | ------- |
| Nazală             | [m] ⟨m⟩       | [m] ⟨m⟩       | [n] ⟨n⟩  | [n] ⟨n⟩  | [ɲ] ⟨ñ⟩              | [ɲ] ⟨ñ⟩              |         |                |                |                |         |         |
| Oclusivă           | [p] ⟨p⟩       | [b] ⟨b⟩       | [t] ⟨t⟩  | [d] ⟨d⟩  | [dʒ] ~ [ʒ] ~ [j] ⟨j⟩ | [dʒ] ~ [ʒ] ~ [j] ⟨j⟩ | [k] ⟨k⟩ | [ɡ] ⟨g⟩        | [q] ⟨q⟩        | [q] ⟨q⟩        |         |         |
| Consoană fricativă | [v] ~ [w] ⟨v⟩ | [v] ~ [w] ⟨v⟩ | [s] ⟨s⟩  | [z] ⟨z⟩  | [dʒ] ~ [ʒ] ~ [j] ⟨j⟩ | [dʒ] ~ [ʒ] ~ [j] ⟨j⟩ |         | [ɣ] ~ [ʁ] ⟨gh⟩ | [ɣ] ~ [ʁ] ⟨gh⟩ | [ɣ] ~ [ʁ] ⟨gh⟩ | [h] ⟨h⟩ | [h] ⟨h⟩ |
| Consoană sonantă   | [v] ~ [w] ⟨v⟩ | [v] ~ [w] ⟨v⟩ |          |          | [dʒ] ~ [ʒ] ~ [j] ⟨j⟩ | [dʒ] ~ [ʒ] ~ [j] ⟨j⟩ |         |                |                |                |         |         |
| Vibrantă           |               |               | [r̥] ⟨rh⟩ | [r] ⟨r⟩  |                      |                      |         |                |                |                |         |         |
| Laterală           |               |               | [l] ⟨l⟩  | [l] ⟨l⟩  | [ʎ] ⟨lj⟩             | [ʎ] ⟨lj⟩             |         |                |                |                |         |         |

Notes:
[θ] ⟨th⟩ și [x] ⟨kh⟩ nu sunt native valyrienei înalte dar sunt prezente în împrumuturi, cum ar fi cuvântul dothraki arakh.
|          |        | Anterioară | Anterioară | Centrală | Posterioara |
| -------- | ------ | ---------- | ---------- | -------- | ----------- |
| Închisă  | scurtă | [i] ⟨i⟩    | [y] ⟨y⟩    |          | [u] ⟨u⟩     |
| Închisă  | lungă  | [iː] ⟨ī⟩   | [yː] ⟨ȳ⟩   |          | [uː] ⟨ū⟩    |
| Mijlocie | scurtă | [e] ⟨e⟩    | [e] ⟨e⟩    |          | [o] ⟨o⟩     |
| Mijlocie | lungă  | [eː] ⟨ē⟩   | [eː] ⟨ē⟩   |          | [oː] ⟨ō⟩    |
| Deschisă | scurtă |            |            | [a] ⟨a⟩  | [a] ⟨a⟩     |
| Deschisă | lungă  |            |            | [aː] ⟨ā⟩ | [aː] ⟨ā⟩    |

Vocalele cu un macron deasupra lor (ī, ȳ, ū, ē, ō și ā) sunt lungi, ținute de două ori mai mult timp decât vocalele scurte. Unele cuvinte se disting pur și simplu prin lungimea vocalei în valyriana înaltă, fiind o caracteristică contrastivă.
Vocalele rotunjite ⟨ȳ⟩ și ⟨y⟩ și-au pierdut rotunjimea în limbile descendente. În consecință, atunci când valyriana înaltă este folosită în mod nenarativ ca limbă de prestigiu, ele sunt pronunțate ca vocale frontale nerotunjite /iː, i/. În timp ce prenumele lui Daenerys Targaryen poate fi pronunțat în general [də.ˈnɛː.ɹɪs] de către personajele din Urzeala tronurilor, în valyriana înaltă ar fi fost mai aproape de [ˈdae. ne.ɾys], cu un diftong în prima silabă și o vocală închisă anterioară rotunjită în ultima.
Lungimea vocală contrastivă a fost de asemenea pierdută în unele limbi derivate; în Urzeala tronurilor, sezonul 3, se aude valyriană astapori, în care vocalele lungi sunt pronunțate exact ca vocalele scurte.
Accentul se pune pe silaba penultimă, cu excepția cazului în care silaba penultimă este ușoară și silaba antepenultima este grea, caz în care accentul este pe antepenultima.

## Gramatică

### Substantive

#### Număr
Sunt patru numere gramaticale în valyriana înaltă: singular, plural, paucal și colectiv. De exemplu:
| vala   | vali   | valun        | valar        |
| ------ | ------ | ------------ | ------------ |
| NOM.SG | NOM.PL | NOM.PAU      | NOM.COL      |
| om     | oameni | niște oameni | toți oamenii |

Dar colectivul, în anumite cazuri, poate fi reanalizat ca substantiv la singular, și atunci poate fi declinat din nou sub aceleași reguli. De exemplu, „soldat” la colectiv formează „armată”:
| azantys         | azantyr |
| --------------- | ------- |
| NOM.SG          | NOM.COL |
| cavaler, soldat | armată  |

Dar pentru că „armată” este folositor ca cuvânt și are un sens specific, începe să fie văzut ca un substantiv la singular, adică este reanalizat. Numim „armată” un colectiv reanalizat.:
| azantyr | azantyri |
| ------- | -------- |
| NOM.SG  | NOM.PL   |
| armată  | armate   |

Există și exemple de paucale reanalizate (de exemplu, tīkun „aripă”, inițial paucal al lui tīkos „pană”).

#### Cazuri
Substantivele au opt cazuri - nominativ, acuzativ, genitiv, dativ, locativ, instrumental, comitativ și vocativ, deși instrumentalul și comitativul nu sunt distinse în toate declinările, și nici genitivul, dativul și locativul nu sunt întotdeauna distinse la plural.  Atât prepozițiile, cât și postpozițiile sunt utilizate pentru a forma alte cazuri; de exemplu, ablativul se formează cu prepoziția hen + locativul (de exemplu, hen lentot, „dintr-o casă”), în timp ce superesivul se formează cu postpoziția bē după genitiv (de exemplu, lento bē, „deasupra unei case”).
Forma fiecărui caz depinde de clasa de declinare a substantivului în cauză, explicat mai îndeapropape în secțiunea declinării. Rolurile în propoziție a fiecărui caz sunt constante în schimb, și explicate în tabelul următor:
| Caz          | Funcție sau cazuri speciale | Exemplu în valyriană                               | Traducere                                                    |
| ------------ | --- | -------------------------------------------------- | ------------------------------------------------------------ |
| Nominativ    | Pentru subiectul unui verb activ sau pasiv | Āeksio yne ilīritas                                | Lordul mi-a zâmbit                                           |
| Nominativ    | Pentru complement într-o construcție folosind verbul copulativ | Zaldrīzes buzdari iksos daor!                      | Dragonul nu este un sclav!                                   |
| Acuzativ     | Pentru complementul direct al unei propoziții | Āeksia ossēnātās, menti ossēnātās!                 | Ucideți stăpânii, ucideți soldații!                          |
| Acuzativ     | obiectul aplicat al unui verb care conține prefixul aplicativ oblic, i- | Belmurtī ivestrās kesir pōnte jiōrinna             | Spune-le negustorilor de sclavi că îi voi primi aici         |
| Acuzativ     | În frazele care nu sunt propoziții complete, cuvintele pot fi la acuzativ, ca și cum ar depinde de un verb neexprimat (acuzativ de exclamație)                                          | Biare Arlie Jēdari!                                | Un an nou fericit!                                           |
| Genitiv      | Posesie | Va oktio remȳti vale jikās                         | Trimiteți un om la porțile orașului                          |
| Genitiv      | Genitivul unui material, pentru a indica din ce e făcut ceva | Āeksio ondos                                       | Mână de aur                                                  |
| Genitiv      | Pentru a indica cu ce este umplut un recipient sau bol | Jūlro māvos                                        | Un ulcior cu lapte                                           |
| Genitiv      | Toate postpozițiile iau cazul genitiv | Dāeri vali pōntālo syt gaomoti iderēbzi            | Oamenii liberi fac alegeri pentru ei înșiși                  |
| Genitiv      | Obiectul aplicat al unui verb care conține prefixul aplicativ locativ, u-, va fi în genitiv dacă verbul în cauză începe cu o consoană                                                   | Jemēlo syt ziry mazemagon jemo bēvilza             | Este de datoria voastră să o luați pentru voi înșivă         |
| Dativ        | În general cu verbele a spune sau a da, ca obiect indirect | Voktys Eglie aōt gaomilaksir teptas                | Marele Preot ți-a dat o misiune                              |
| Dativ        | Obiectul aplicat al unui verb care conține prefixul aplicativ locativ, u-, va fi în dativ dacă verbul în cauză începe cu o vocală                                                       | Keso glaesot iderēptōt daor                        | Nu ați ales această viață                                    |
| Locativ      | Pentru a indica o locație | Olvī voktī Rulloro Qelbriā ūndessun daor           | Nu văd multe preotese R'hllor în Riverlands                  |
| Locativ      | Include și timpul | Kesȳ tubī jemot dāervī tepan                       | În această zi vă ofer libertatea                             |
| Locativ      | Toate cele 3 prepoziții pot cere locativul în diverse situații | Va oktio remȳti vale jikās                         | Trimiteți un om la porțile orașului                          |
| Instrumental | indică instrumentul sau mijlocul (poate fi tradus „prin” sau „cu”, dar critic „cu” în sensul de „prin intermediul”, nu „cu cineva”)                                                     | Quptenkos Ēngoso ȳdrassia?                         | Vorbești limba comună? (lit. prin intermediul limbii comune) |
| Instrumental | De asemenea folosit pentru a face adverbe | Mentyri idañe jevi ivestrilātās keskydoso gaomagon | Trebuie să le spui colegilor tăi soldați să facă la fel      |
| Instrumental | Anumite verbe necesită acest caz, de exemplu mijegon (probabil un „instrumental de separare”)                                                                                           | Dōrior dārion udrirzi mijessis                     | Niciunui regat nu îi lipsește o limbă                        |
| Instrumental | Este folosit și în cazul adjectivelor comparative, pentru a semnifica „decât” | Davido zaldrīzes aōhos zaldrīzose rovyktys issa    | Dragonul lui David este mai mare decât dragonul tău          |
| Comitativ    | Indică acompaniamentul. Poate fi tradus „cu” în sensul de „împreună cu” | Zaldrīzesse Daeneromy ēdrusi                       | Dragonii dorm cu Daenerys                                    |
| Comitativ    | Se folosește și pentru a indica ce are pe (sau în) el un obiect mai mult sau mai puțin deschis, de exemplu o farfurie, dar uneori și un castron (genitivul este folosit în alte cazuri) | Havormo tēgriapos                                  | O farfurie cu mâncare                                        |
| Vocativ      | În adresare directă | Muñus jorrāeliarzus                                | Dragă mamă                                                   |
| Vocativ      | Poate apărea și în cazul adjectivelor folosite predicativ față de un substantiv vocativ                                                                                                 | Jaehossas sȳris sātās                              | Zeii să fie buni!                                            |
| Vocativ      | O altă utilizare specială este cu infinitivul pentru a forma o „comandă la persoana a treia”                                                                                            | Dohaerirus māzigon!                                | Fie să vină un sclav!                                        |

#### Genuri
Există patru genuri gramaticale, care nu se aliniază cu sexul biologic. Numele valyriene pentru genuri sunt:
hūrenkon qogror – „clasa lunară”,
vēzenkon qogror – „clasa solară”,
tegōñor qogror – „clasa terestră”,
embōñor qogror – „clasa acvatică”.
Substantivele animate și individuatabile fac parte în general din clasele lunare sau solare, în timp ce alte substantive sunt clasificate în general ca fiind terestre sau acvatice. Numele claselor derivă din substantivele însele, care sunt membrii prototipici ai fiecărui gen. Peterson descrie genurile valyriene ca fiind inerente, dar mai previzibile din fonologie decât genul în franceză, cu unele dintre proprietățile de derivare ale claselor de substantive din limbile bantu. Ca urmare a predictibilității fonologice, multe cuvinte pentru oameni (care tind să se termine cu -a sau -ys) sunt lunare sau solare; multe alimente și plante (care se termină adesea cu -on) sunt terestre.

#### Declinare
Substantivele sunt despărțite în clase de declinare în funcție de tiparul desinențelor în funcție de caz, număr și gen. Valyriana înaltă are 6 declinări. Toate declinările fuzionează două sau mai multe combinații caz-număr în aceeași formă, adică devin identice. În special, toate declinările fuzionează genitivul și dativul plural (majoritatea, dar nu toate, fuzionează în acestea și pluralul locativ); instrumentalul și vocativul paucal; și instrumentalul și vocativul colectiv.
Potrivit lui Peterson, „ceea ce definește clasele de declinare în valyriana înaltă” poate fi ghicit acordând „o atenție deosebită asupra numerelor de singular și plural” și observând „unde cazurile sunt confundate și unde nu”.
În principiu, acestea sunt regulile de apartatenență la grupurile de declinație, în funcție de terminația din forma citată (adică la nominativ singular):
Declinația întâi
-a, majoritar lunare
subtip care se termină în -ia (ex. dāria „regină”)
-ar, majoritar acvatice
Declinația a doua
-y (ex. egry „cuțit”), majoritar lunare.
-ys (ex. dārys „rege”), majoritar solare.
Declinația a treia
-o (ex. avero „strugure”), majoritar lunare.
subtip -io
-os (ex. ēngos „limbă”), majoritar solare.
trei subtipuri, pentru a include cuvinte precum jaos „cățel”, deks „picior” and ȳs „artă”.
-on (ex. belmon „lanț”), majoritar terestriale.
subtip -ion (ex. gēlion "argint")
-or (e.g. bēgor „păstrăv”), majoritare acvatice.
un subtip pentru Mȳr (și orice alte cuvinte care ar putea fi asemănătoare).
Declinația a patra
-e (ex. gelte „cască”), majoritar lunare.
-es (ex. zaldrīzes „dragon”), majoritar solare.
-en (singurul exemplu din categoria asta este Targārien „Targaryen”), majoritar terestriale.
Declinația a cincea
-i (ex. brōzi „nume”), majoritar lunare.
-is (ex. tubis „zi”), majoritar solare.
-ir (ex. rōbir „smochină”), majoritar acvatice.
Declinația a șasea
include împrumuturi, cum ar fi cuvintele străine, în special cele care nu au fost pe deplin acceptate în limbă (de exemplu, buzdari), sunt în mare parte grupate în această paradigmă.
colective și paucale reanalizate.
subtip rar care nu apare în celelalte declinații, de exemplu „Jaqen”.
Exemple pentru primele două declinări sunt date pentru substantivele vala (om, gen lunar, declinația întâi) și loktys (marinar, gen solar, declinația a doua):
|                  | Prima declinație vala („om”, lunar) | Prima declinație vala („om”, lunar) | Prima declinație vala („om”, lunar) | Prima declinație vala („om”, lunar) |                   | A doua declinație loktys („marinar”, solar) | A doua declinație loktys („marinar”, solar) | A doua declinație loktys („marinar”, solar) | A doua declinație loktys („marinar”, solar) |  |
| Singular         | Plural                              | Paucal                              | Colectiv                            | Singular                            | Plural            | Paucal                                      | Colectiv                                    |                                             |                                             |  |
| Nominativ        | vala                                | vali                                | valun                               | valar                               | loktys            | loktyssy                                    | loktyn                                      | loktyr                                      | Nom.                                        |  |
| Acuzativ         | vale                                | valī                                | valuni                              | valari                              | lokti             | loktī                                       | loktyni                                     | loktyri                                     | Acc.                                        |  |
| Genitiv          | valo                                | valoti                              | valuno                              | valaro                              | lokto             | loktoti                                     | loktyno                                     | loktyro                                     | Gen.                                        |  |
| Dativ            | valot                               | valoti                              | valunta                             | valarta                             | loktot            | loktoti                                     | loktynty                                    | loktyrty                                    | Dat.                                        |  |
| Locativ          | valā                                | valoti                              | valunna                             | valarra                             | loktȳ             | loktī                                       | loktynny                                    | loktyrry                                    | Loc.                                        |  |
| Instrumental     | valosa                              | valossi                             | valussa                             | valarza                             | loktomy           | loktommi                                    | loktyssy                                    | loktyrzy                                    | Instr.                                      |  |
| Comitativ        | valoma                              | valommi                             | valumma                             | valarma                             | loktomy           | loktommi                                    | loktymmy                                    | loktyrmy                                    | Com.                                        |  |
| Vocativ          | valus                               | valis                               | valussa                             | valarza                             | loktys            | loktyssys                                   | loktyssy                                    | loktyrzy                                    | Voc.                                        |  |
|                  | Singular                            | Plural                              | Paucal                              | Colectiv                            | Singular          | Plural                                      | Paucal                                      | Colectiv                                    |                                             |  |
| Prima declinație | Prima declinație                    | Prima declinație                    | Prima declinație                    | A doua declinație                   | A doua declinație | A doua declinație                           | A doua declinație                           |                                             |                                             |  |

#### Verbe
Verbele se conjugă la șapte timpuri (prezent, aorist, viitor, imperfect, perfect, mai mult ca perfect și perfect habitual), două diateze (activă și pasivă) și trei moduri (indicativ, subjonctiv și imperativ). Timpurile în valyriana înaltă transmit adesea informații despre timp și aspect.
Substantivele au patru numere gramaticale, dar conjugările verbelor au fost descrise doar la singular și plural; paucalele declanșează acordul la plural, iar colectivele declanșează acordul la singular.
Asemenea substantivelor, există un grad mare de variație în formele flexionare ale verbelor, dar pot fi despărțite în principiu în 3 categorii, fiecare cu alte subcategorii, în funcție de tipul de sunet de la finalul rădăcinii (după scoaterea terminației de infinitiv -gon:
1. Verbe cu consoană finală
  1. Rădăcină lichidă
  2. Rădăcină nazală
  3. Rădăcină oclusivă sonoră
  4. Rădăcină oclusivă surdă
  5. Rădăcină palatală
  6. Alte rădăcini - fricative și grupuri de consoane, plus un subtip pentru rădăcini în -gh
2. Verbe cu vocală finală
  1. Rădăcină în -a
  2. Rădăcină în -e, plus un subtip cu rădăcină perfectă
  3. Rădăcină în -i, plus un subtip cu rădăcină perfectă
  4. Rădăcină în -o
  5. Rădăcină în -u, plus un subtip cu rădăcină subjonctivă
3. Verbe neregulate

Un exemplu este verbul rȳbagon, verb cu rădăcină oclusivă sonoră:
| Indicativ   | Indicativ           | Singular/Collectiv | Singular/Collectiv | Singular/Collectiv | Plural/Paucal   | Plural/Paucal   | Plural/Paucal    |
| Indicativ   | Indicativ           | Persoana I         | Persoana a II-a    | Persoana a III-a   | Persoana I      | Persoana a II-a | Persoana a III-a |
| ----------- | ------------------- | ------------------ | ------------------ | ------------------ | --------------- | --------------- | ---------------- |
| Activ       | Prezent             | rȳban              | rȳbā               | rȳbas, rȳbza       | rȳbi            | rȳbāt           | rȳbis, rȳbzi     |
| Activ       | Aorist              | rȳbin              | rȳbia              | rȳbis              | rȳbiti          | rȳbiat          | rȳbisi           |
| Activ       | Viitor              | rȳbinna            | rȳbilā             | rȳbilza            | rȳbili          | rȳbilāt         | rȳbilzi          |
| Activ       | Imperfect           | rȳbilen            | rȳbilē             | rȳbiles            | rȳbilin         | rȳbilēt         | rȳbilis          |
| Activ       | Perfect             | ryptan             | ryptā              | ryptas             | rypti           | ryptāt          | ryptis           |
| Activ       | Mai mult ca perfect | rypten             | ryptē              | ryptes             | ryptin          | ryptēt          | ryptis           |
| Activ       | Habitual perfect    | ryptin             | ryptia             | ryptis             | ryptiti         | ryptiat         | ryptisi          |
| Pasiv       | Prezent             | rȳbaks             | rȳbāks             | rȳbaks             | rȳbaksi         | rȳbāks          | rȳbaksi          |
| Pasiv       | Aorist              | rȳbiks             | rȳbiaks            | rȳbiks             | rȳbiksi         | rȳbiaks         | rȳbiksi          |
| Pasiv       | Viitor              | rȳbilaks           | rȳbilāks           | rȳbilaks           | rȳbiliks        | rȳbilāks        | rȳbiliks         |
| Pasiv       | Imperfect           | rȳbileks           | rȳbilēks           | rȳbileks           | rȳbiliks        | rȳbilēks        | rȳbiliks         |
| Pasiv       | Perfect             | ryptaks            | ryptāks            | ryptaks            | ryptaksi        | ryptāks         | ryptaksi         |
| Pasiv       | Mai mult ca perfect | rypteks            | ryptēks            | rypteks            | ryptiks         | ryptēks         | ryptiks          |
| Pasiv       | Habitual perfect    | ryptiks            | ryptiaks           | ryptiks            | ryptiksi        | ryptiaks        | ryptiksi         |
| Subjonctiv  | Subjonctiv          | Singular/Collectiv | Singular/Collectiv | Singular/Collectiv | Plural/Paucal   | Plural/Paucal   | Plural/Paucal    |
| Subjonctiv  | Subjonctiv          | Persoana I         | Persoana a II-a    | Persoana a III-a   | Persoana I      | Persoana a II-a | Persoana a III-a |
| Activ       | Prezent             | rȳbon              | rȳbō               | rȳbos              | rȳboty          | rȳbōt           | rȳbosy           |
| Activ       | Aorist              | rȳbun              | rȳbua              | rȳbus              | rȳbuty          | rȳbuat          | rȳbusy           |
| Activ       | Viitor              | rȳbilun            | rȳbilū             | rȳbilus            | rȳbiluty        | rȳbilūt         | rȳbilusy         |
| Activ       | Imperfect           | rȳbilon            | rȳbilō             | rȳbilos            | rȳbiloty        | rȳbilōt         | rȳbilosy         |
| Activ       | Perfect             | rypton             | ryptō              | ryptos             | ryptoty         | ryptōt          | ryptosy          |
| Activ       | Mai mult ca perfect | rypton             | ryptō              | ryptos             | ryptoty         | ryptōt          | ryptosy          |
| Activ       | Habitual perfect    | ryptun             | ryptua             | ryptus             | ryptuty         | ryptuat         | ryptusy          |
| Pasiv       | Prezent             | rȳboks             | rȳbōks             | rȳboks             | rȳboksy         | rȳbōks          | rȳboksy          |
| Pasiv       | Aorist              | rȳbuks             | rȳbuaks            | rȳbuks             | rȳbuksy         | rȳbuaks         | rȳbuksy          |
| Pasiv       | Viitor              | rȳbiluks           | rȳbilūks           | rȳbiluks           | rȳbiluksy       | rȳbilūks        | rȳbiluksy        |
| Pasiv       | Imperfect           | rȳbiloks           | rȳbilōks           | rȳbiloks           | rȳbiloksy       | rȳbilōks        | rȳbiloksy        |
| Pasiv       | Perfect             | ryptoks            | ryptōks            | ryptoks            | ryptoksy        | ryptōks         | ryptoksy         |
| Pasiv       | Mai mult ca perfect | ryptoks            | ryptōks            | ryptoks            | ryptoksy        | ryptōks         | ryptoksy         |
| Pasiv       | Habitual perfect    | ryptuks            | ryptuaks           | ryptuks            | ryptuksy        | ryptuaks        | ryptuksy         |
| Imperative  | Imperative          | Persoana a II-a    | Persoana a II-a    | Persoana a II-a    | Persoana a II-a | Persoana a II-a | Persoana a II-a  |
| Imperative  | Imperative          | Singular/Colectiv  | Singular/Colectiv  | Singular/Colectiv  | Plural/Paucal   | Plural/Paucal   | Plural/Paucal    |
| Activ       | Prezent             | rȳbās              | rȳbās              | rȳbās              | rȳbātās         | rȳbātās         | rȳbātās          |
| Activ       | Aorist              | rȳbiās             | rȳbiās             | rȳbiās             | rȳbiātās        | rȳbiātās        | rȳbiātās         |
| Activ       | Viitor              | rȳbilās            | rȳbilās            | rȳbilās            | rȳbilātās       | rȳbilātās       | rȳbilātās        |
| Pasiv       | Prezent             | rȳbāks             | rȳbāks             | rȳbāks             | rȳbāks          | rȳbāks          | rȳbāks           |
| Pasiv       | Aorist              | rȳbiāks            | rȳbiāks            | rȳbiāks            | rȳbiāks         | rȳbiāks         | rȳbiāks          |
| Pasiv       | Viitor              | rȳbilāks           | rȳbilāks           | rȳbilāks           | rȳbilāks        | rȳbilāks        | rȳbilāks         |
| Impersonale | Impersonale         | Participiu         | Participiu         | Participiu         | Infinitiv       | Infinitiv       | Infinitiv        |
| Activ       | Prezent             | rȳbare             | rȳbare             | rȳbare             | rȳbagon         | rȳbagon         | rȳbagon          |
| Activ       | Aorist              | rȳbire             | rȳbire             | rȳbire             | rȳbigon         | rȳbigon         | rȳbigon          |
| Activ       | Viitor              | rȳbilare           | rȳbilare           | rȳbilare           | —               | —               | —                |
| Activ       | Perfect             | —                  | —                  | —                  | ryptagon        | ryptagon        | ryptagon         |
| Activ       | Habitual perfect    | ryptre             | ryptre             | ryptre             | —               | —               | —                |
| Pasiv       | Prezent             | —                  | —                  | —                  | rȳbakson        | rȳbakson        | rȳbakson         |
| Pasiv       | Aorist              | rȳbiarza           | rȳbiarza           | rȳbiarza           | rȳbiakson       | rȳbiakson       | rȳbiakson        |
| Pasiv       | Viitor              | rȳbilaksa          | rȳbilaksa          | rȳbilaksa          | —               | —               | —                |
| Pasiv       | Perfect             | rypta              | rypta              | rypta              | ryptakson       | ryptakson       | ryptakson        |
| Pasiv       | Habitual perfect    | ryptiarza          | ryptiarza          | ryptiarza          | —               | —               | —                |